# 亀山インターチェンジ
亀山インターチェンジ（かめやまインターチェンジ）は、三重県亀山市にあるインターチェンジである。東名阪自動車道と国道1号に接続している他、名阪国道とのジャンクションの機能も兼ねている。

## 概要
亀山インターチェンジは東名阪自動車道名古屋方面への入口・名古屋方面からの出口のみのハーフインターチェンジである。東名阪自動車道から一旦下りて料金所へ入り（下りずにそのまま直進すると伊勢自動車道へ入る）、そこから国道1号と名阪国道の分岐へ進み、左が国道1号、直進が名阪国道へのルートとなる。名阪国道から東名阪自動車道へ向かう場合、国道1号と東名阪自動車道への分岐を経由して名古屋方面へ進むことになる。
東名阪自動車道へのランプと一般道路との接続部は、名阪国道の開通に伴って整備された変則的なクローバー型となっており、（東）国道1号・名古屋市方面、（西）国道1号・大阪市方面、（北）東名阪自動車道・名古屋西JCT方面、（南）名阪国道・天理IC方面へそれぞれ分岐する。
平成17年（2005年）3月13日の「亀山直結線」の開通で東名阪道の鈴鹿本線料金所が廃止となり、代替として当ICに料金所が設置された。なお、同時に伊勢道の関本線料金所も廃止されたが、一部の施設は伊勢道の伊勢関ICに転用されている。
亀山インターチェンジの西側に国道1号（関バイパス）・名古屋方面と名阪国道・天理IC方面が直結するランプが設置され、亀山インターチェンジの混雑が解消されている。

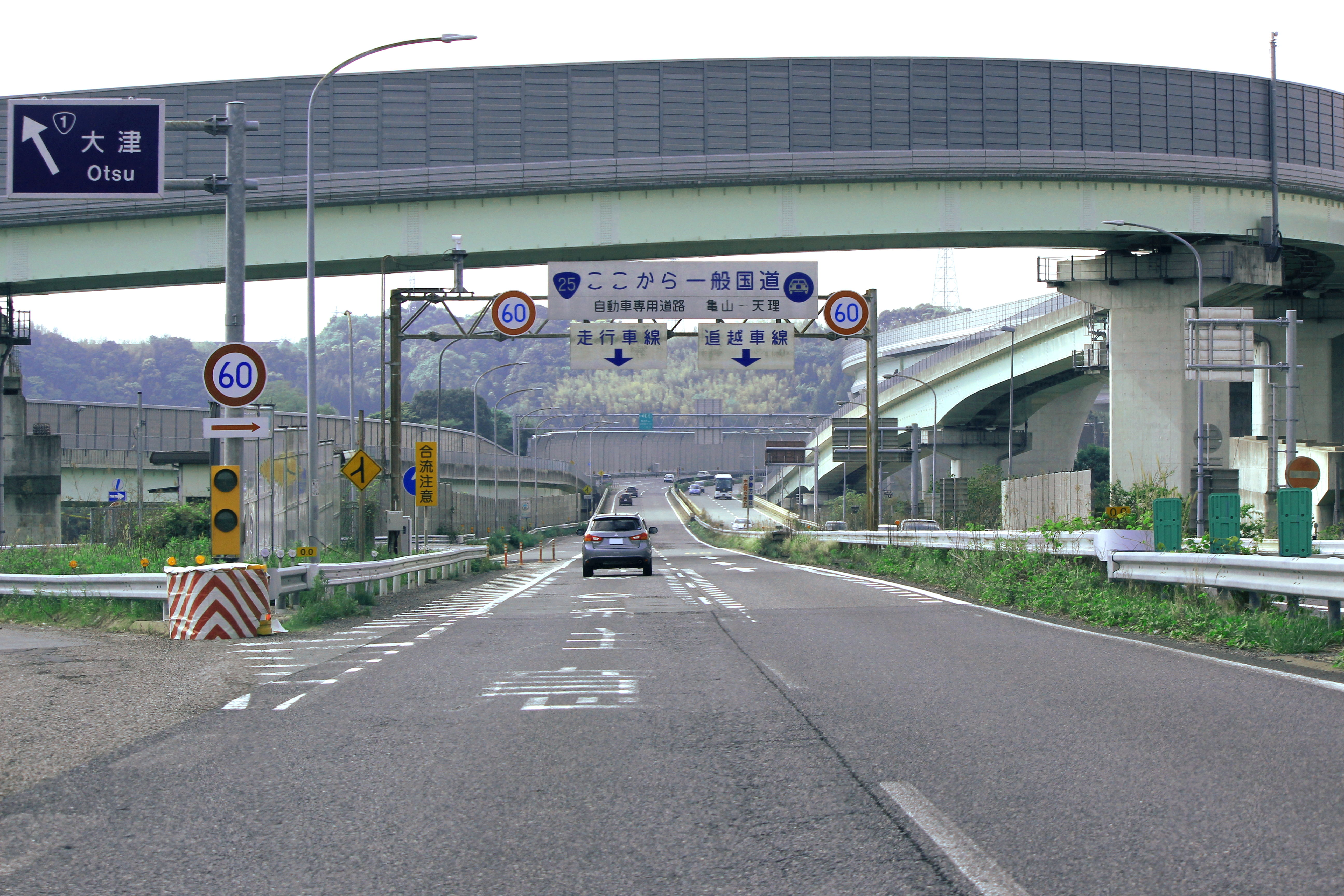
東名阪道出口より接続する国道25号名阪国道の起点を望む。道路両側に0キロポストが見える。
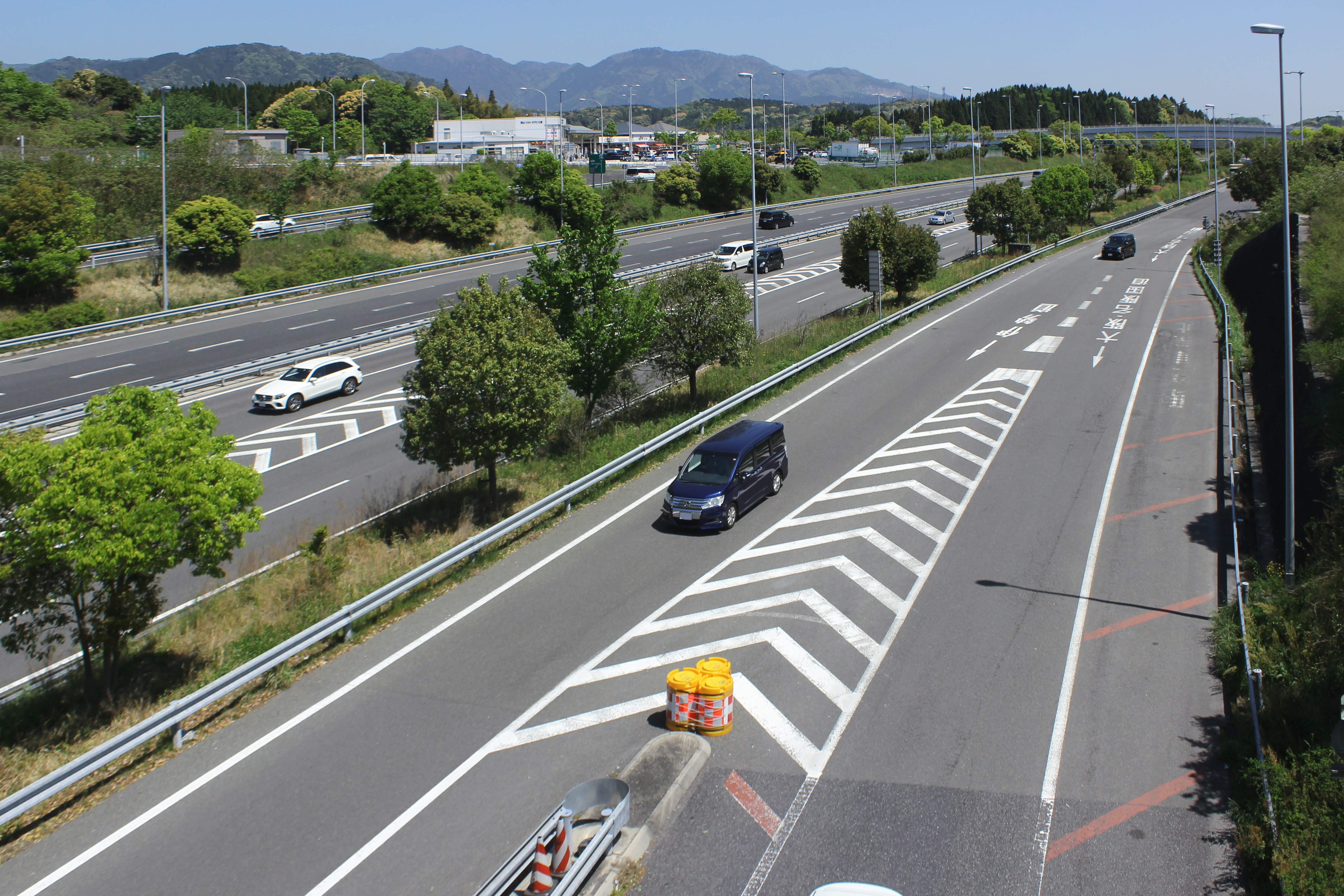
料金所へのランプウェイは隣接する亀山パーキングエリアまで到している。

## 歴史
| 画像左 :構想では名阪国道の起点は国道1号と国道25号が分合流する関町新所付近が想定された。画像右：クローバー型のランプウェイの造成は小山の地形を利用した。 |  | 画像左 :構想では名阪国道の起点は国道1号と国道25号が分合流する関町新所付近が想定された。画像右：クローバー型のランプウェイの造成は小山の地形を利用した。 |
| 画像左 :構想では名阪国道の起点は国道1号と国道25号が分合流する関町新所付近が想定された。画像右：クローバー型のランプウェイの造成は小山の地形を利用した。 |  | |

名阪国道の建設計画におけるルート選定の際、最も問題になったのは、起点をどこに置くかであった。構想では国道25号の事実上の起点である関町新所、つまり国道1号と国道25号の分岐点付近を想定していた。しかし、名阪国道の位置付けはあくまでも名古屋までの、国道1号とは別ルートによる新設道路としての延長を目的としていることから、起点の選定に当たってはその点に留意する必要があった。しかもこの道路は1000日の行程で暫定区間を完成するという至上命令が下されていたことから、工期延長による手戻りは絶対に許されず、限られた期間内で準高速道路的な道路を確実な工法で施工する必要があった。さらには、高速自動車国道と異なって、公共（無料）道路であることから低コストで施工する必要があり、これらの条件を満たす場所が模索された。
これらの条件を突き詰めて考えると、亀山市と関町（現・亀山市）の境界近くで、鈴鹿川が蛇行するあたりに国道1号と国鉄関西本線の間に小山を挟んだ、山林を主体とした適当な広さの場所があり、この地形を利用してクローバー型のランプウェイを造成できること、および国道1号との交差が容易である亀山市大岡寺町付近を選定するに至った。
名阪国道の暫定開通区間（亀山 - 上野）のうち、亀山、伊賀、上野の3か所に主要インターチェンジを配置し、それらの間に小規模なICを2 - 3 kmおきに設置することとして、道路全体で19か所のICを計画した。その中でも国道1号と直接接続し、名阪国道の起点でもある亀山ICが最重要インターチェンジと位置付けされた。名阪国道は高速型自動車専用道路であるが、無料ゆえ料金所を必要としないことから、インターチェンジの構造も比較的簡素で、ダイヤモンド型を原則とする。その中にあって亀山、伊賀、上野の3ICは別格の扱いとされ、交通容量に優れる特徴を有する構造が採用された。亀山ICの場合、将来の東名阪自動車道の名古屋方面への直通と国道1号との連絡、および近接する関ICとの関連もあって、6方向ランプウェイを有するクローバー型が計画されたが、東名阪自動車道接続までは暫定的な形式で供用された。ランプウェイの設計速度は50キロメートル毎時、縦断勾配は凍結を考慮して6パーセント、また、幅員は駐車車線を考慮するなど、ほかのICとは別格の扱いとなっている。
1970年（昭和45年）に東名阪道路（現・東名阪自動車道）が開通すると、亀山ICは3路線を接続するインターチェンジとなった。その5年後には伊勢自動車道が隣接する関JCTで接続したことから、亀山ICは名古屋方面と津方面を接続する中継地点の位置付けも併せもつこととなった。しかし、東名阪自動車道と伊勢自動車道の接続において、鈴鹿料金所と関料金所による2回停止を余儀なくされ、ETCが無い時代のために料金所では大渋滞が発生するなど様々な問題があった。この問題を解決するために、東名阪自動車道と伊勢自動車道間約1.9 kmを直接接続する亀山直結線が計画され、これは2005年（平成17年）3月13日に開通を見た。なお、廃止された鈴鹿本線料金所は施設撤去までの約10日間、ブースは通過扱いとされた。
2007年から2008年にかけて、名阪国道・大阪方面と国道1号亀山バイパス・四日市方面を、関バイパスを通じて直結させるランプが新設された。ただし、案内上は亀山ICとは別の出入口として扱われている。
2019年に合流と分流が連続する区間の安全性を高めるため、Fランプ（国道1号・名古屋市方面から東名阪道・名古屋西JCT方面へ接続するランプ）の線形が変更され、ランプと本線が合流する箇所が名阪国道・天理IC寄りに移設された。

### 年表
- 1965年（昭和40年）12月16日 : 開設。
- 1970年（昭和45年）4月17日: 東名阪道路（現・東名阪自動車道）と接続[17]。
- 2005年（平成17年）3月13日 : 東名阪自動車道の亀山直結線の運用開始に伴い、名古屋方面の乗降車向けの料金所を開設[4]。
- 2007年（平成19年）8月23日 : 名阪国道から関バイパスへの流出ランプを新設。
- 2008年（平成20年）3月23日 : 関バイパスから名阪国道への流入ランプを新設。
- 2019年（令和元年）11月27日 : 国道1号現道から名古屋方面への流入ランプを改良。

## 周辺

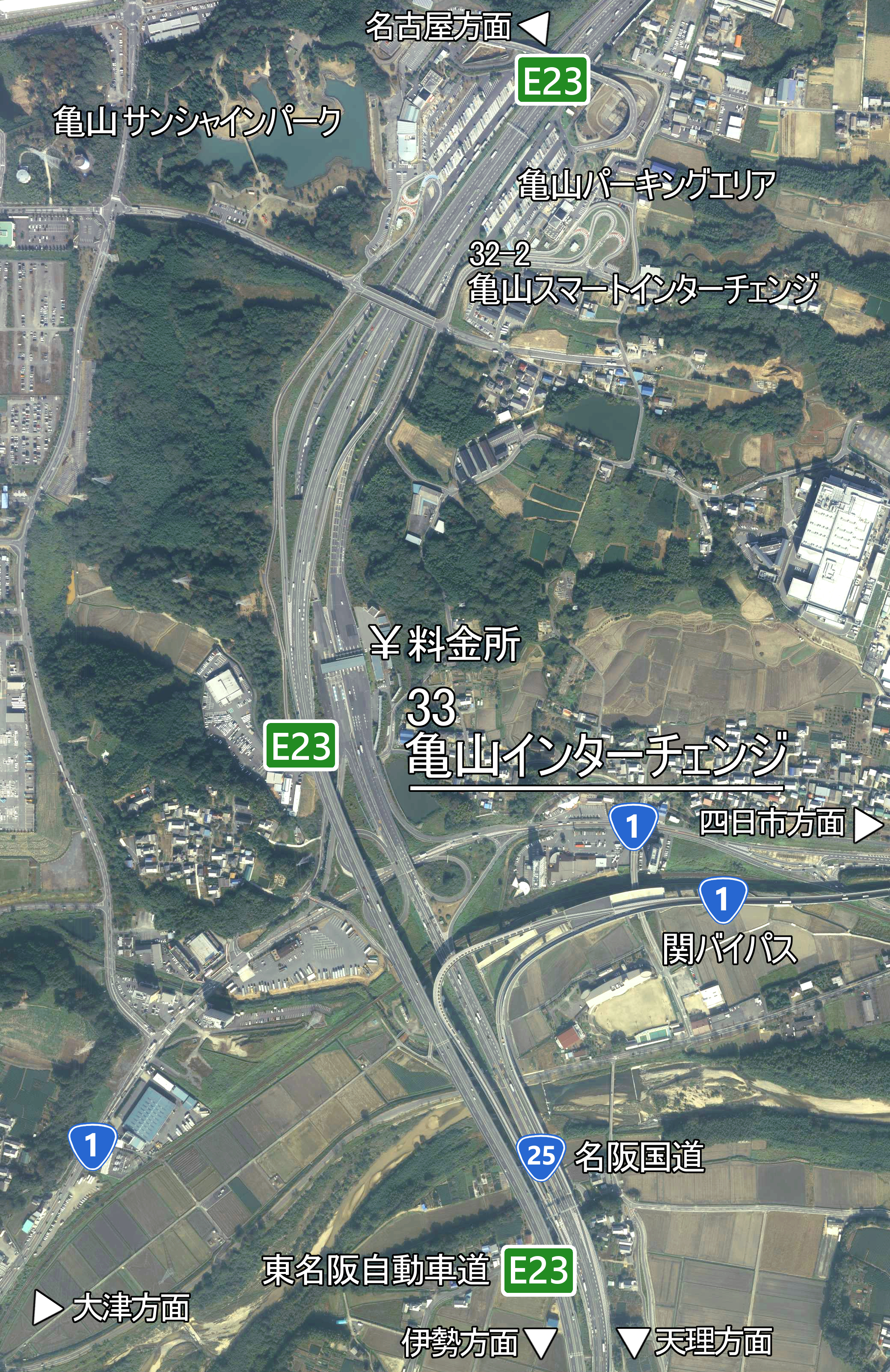
インターチェンジは隣接する亀山PAのランプウェイとも絡まって複雑な構成となっている。国道1号との接続は変則的なクローバー型による。
。

- 亀山城跡・亀山公園
- シャープ亀山工場
- 道の駅関宿

## 料金所
レーン運用は、時間帯やメンテナンスなどの事情によって変更される場合がある。
- ブース数：11[18]

### 入口
- ブース数：4[18]
  - ETC専用：2
  - 一般：2

### 出口
- ブース数：7[18]
  - ETC専用：2
  - 一般：2
  - 休止中：3

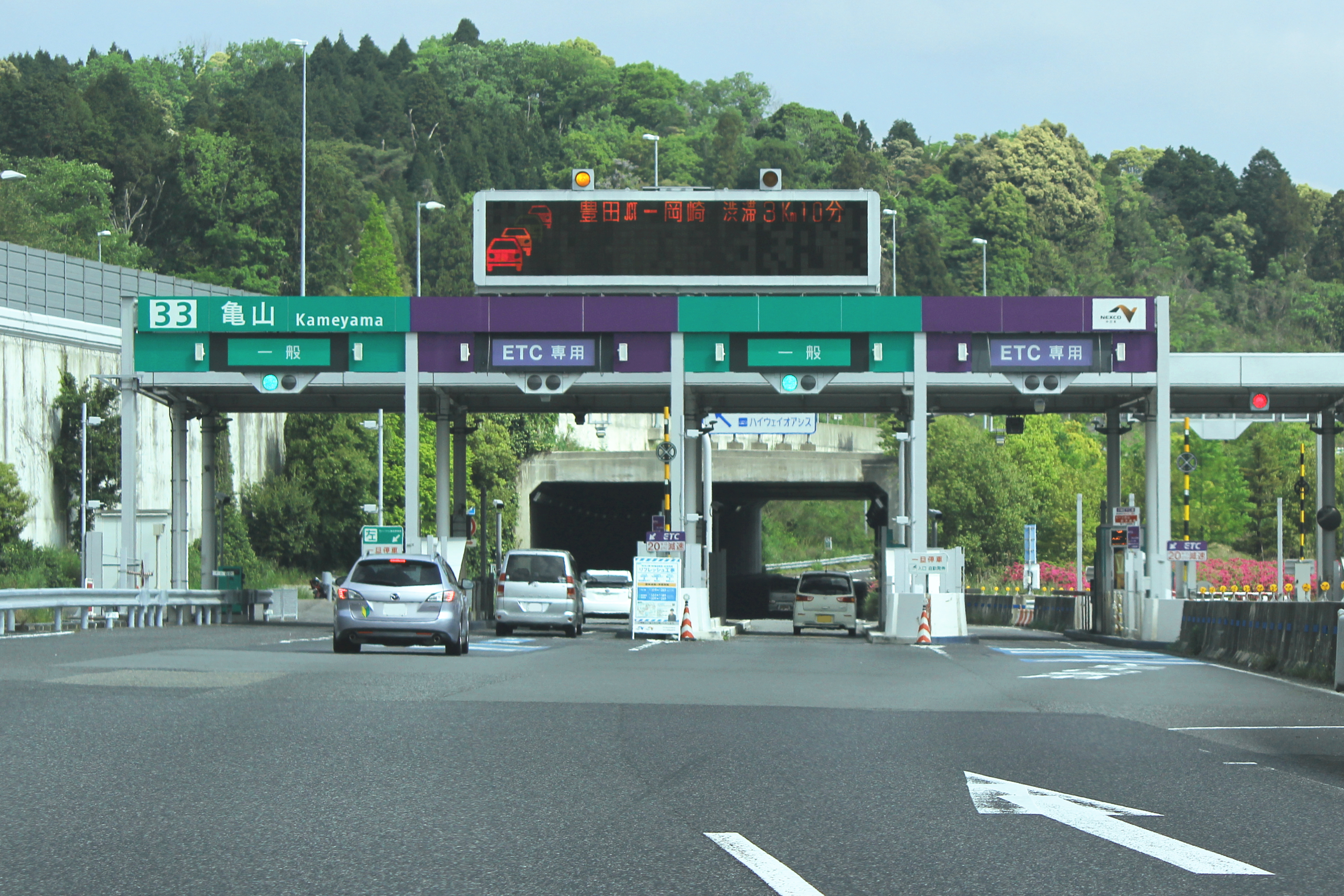
入口側料金所。
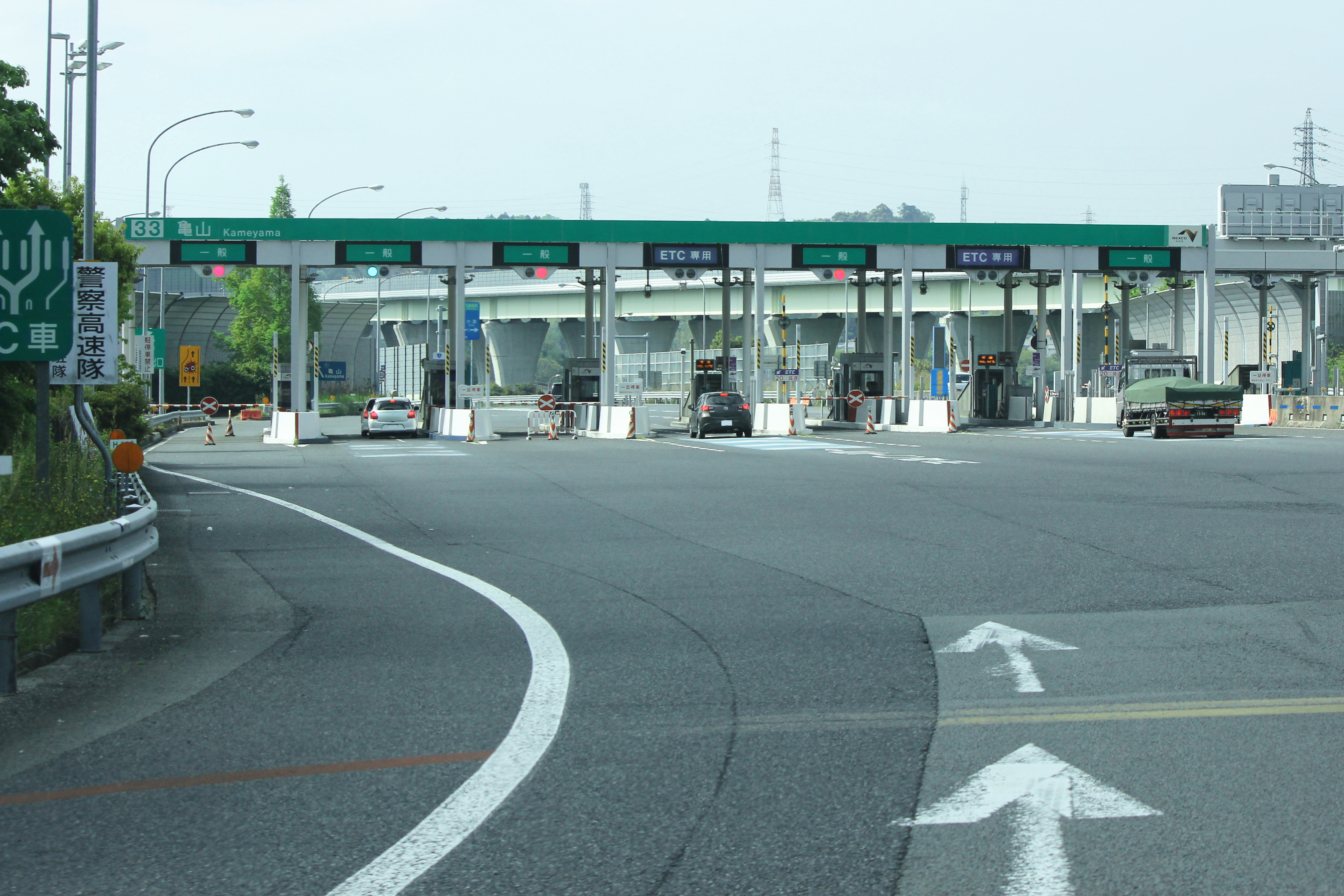
出口側料金所。

## 接続する道路
| 国道1号（国道25号重複）と直接接続する。画像左 : 国道1号から名阪国道（天理方面）への入口。画像右 :名阪国道上り終点から東名阪自動車道接続地点を望む。左側に国道1号四日市方面からの流入路と同方面への流出路を望む。  |  | 国道1号（国道25号重複）と直接接続する。画像左 : 国道1号から名阪国道（天理方面）への入口。画像右 :名阪国道上り終点から東名阪自動車道接続地点を望む。左側に国道1号四日市方面からの流入路と同方面への流出路を望む。 |
| 国道1号（国道25号重複）と直接接続する。画像左 : 国道1号から名阪国道（天理方面）への入口。 画像右 :名阪国道上り終点から東名阪自動車道接続地点を望む。左側に国道1号四日市方面からの流入路と同方面への流出路を望む。 |  | |

- 直接接続
  - 国道1号（国道25号重複）

## 隣
E23 東名阪自動車道
(32-1) 亀山JCT - (32-2) 亀山PA/スマートIC - (33) 亀山IC - (34) 伊勢関IC/関JCT
E25 名阪国道
(1) 亀山IC - (34) 関JCT/伊勢関IC - (2) 関IC